# Фазовая автоподстройка частоты
Фа́зовая автоподстро́йка частоты (ФАПЧ, англ. PLL, Phase-Locked Loop) — система автоматического регулирования, подстраивающая фазу управляемого генератора так, чтобы она была равна фазе опорного сигнала либо отличалась на известную функцию от времени. Регулировка осуществляется благодаря наличию отрицательной обратной связи. Выходной сигнал управляемого генератора сравнивается на фазовом детекторе с опорным сигналом, результат сравнения используется для подстройки управляемого генератора.
Система ФАПЧ используется для частотной модуляции и демодуляции, умножения и преобразования частоты, частотной фильтрации, выделения опорного колебания для когерентного детектирования и в других целях.
ФАПЧ сравнивает фазы входного и опорного сигналов и выводит сигнал ошибки, соответствующий разности между этими фазами. Сигнал ошибки проходит далее через фильтр низких частот и используется в качестве управляющего для генератора, управляемого напряжением (ГУН), обеспечивающего отрицательную обратную связь. Если выходная частота отклоняется от опорной, то сигнал ошибки увеличивается, воздействуя на ГУН в сторону уменьшения ошибки. В состоянии равновесия выходной сигнал фиксируется на частоте опорного.
ФАПЧ широко используется в радиотехнике, телекоммуникациях, компьютерах и других электронных устройствах. Данная система может генерировать сигнал постоянной частоты, восстанавливать сигнал из зашумлённого коммуникационного канала или распределять сигналы синхронизации в цифровых логических схемах, таких, как микропроцессоры, ПЛИС и т. д. Поскольку интегральная схема может полностью реализовать блок ФАПЧ, этот метод часто используется в современных электронных устройствах с выходными частотами от долей герца до многих гигагерц.

## Аналогия

### Музыкальная аналогия
Настройка струны на гитаре может быть сравнена с процессом фазовой автоподстройки частоты. С использованием камертона или камертона-дудки для получения опорной частоты натяжение струны регулируется до тех пор, пока биения перестанут быть слышны. Это сигнализирует о том, что камертон и гитарная струна вибрируют на одной частоте. Если представить, что гитара может быть идеально настроена на опорный тон камертона и строй будет сохраняться, можно говорить о том, что струна гитары стабилизирована по фазе с камертоном.

### Автомобильная аналогия
Для понимания того, как это работает, рассмотрим автогонку. Есть много машин, и водитель каждой из них хочет ехать по трассе как можно быстрее. Каждый круг соответствует полному циклу, и каждый автомобиль проходит десятки кругов в час. Количество кругов в час (скорость) соответствует угловой скорости (то есть частоте), а количество кругов (расстояние) соответствует фазе (и коэффициент пересчета составляет расстояние круга трассы).
На протяжении большей части гонки каждый автомобиль пытается обогнать другой автомобиль, и фаза каждого автомобиля свободно варьируется.
Однако, если происходит несчастный случай, то пейс-кар выходит на безопасной скорости. Ни один из автомобилей не может обойти пейс-кар (или автомобили перед ним), но каждый из автомобилей хочет оставаться как можно ближе к пейс-кару. В то время как пейс-кар находится на трассе, он — это эталон, и автомобили стали фазовой автоподстройки петли. Каждый водитель будет измерять разность фаз (расстояние кругов) между ним и пейс-каром. Если водитель находится далеко, он увеличит свою скорость, чтобы уменьшить разрыв. Если он слишком близко к пейс-кару, он будет тормозить. В результате всей гонки автомобилей происходит блокировка на фазе пейс-кара. Автомобили проезжают по трассе плотной группой, что занимает небольшую долю круга.

## История
Первые исследования, которые стали известны под названием фазовой автоподстройки частоты, относятся к 1932 году, когда была разработана альтернатива супергетеродинному радиоприёмнику Эдвина Армстронга — гомодинный или радиоприёмник прямого преобразования. В гомодинной или синхродинной системе генератор настроен на выбранную входную частоту, а его сигнал умножается на входной. Результирующий выходной сигнал несёт в себе информацию о модуляции. Целью является разработка схемы альтернативного приёмника, которая требует меньше настраиваемых электрических цепей, чем супергетеродинный приёмник. Так как частота локального генератора частоты приёмника быстро меняется, сигнал автокоррекции подаётся на вход генератора, позволяя ему сохранять фазу и частоту такой же, как и у входного сигнала. Данная методика была описана в 1932 году в статьях Henri de Bellescize во французском журнале Onde Electrique.
В аналоговых телевизионных приёмниках, по крайней мере, начиная с конца 30-х годов прошлого века, система фазовой автоподстройки частоты горизонтальной и вертикальной развёртки настраивается по импульсам синхронизации сигнала вещания.
Линейка монолитных интегральных схем, внедрённых Signetics в 1969, полностью реализовала систему ФАПЧ. Несколькими годами позже RCA внедрили «CD4046» CMOS, микроваттную интегральную схему ФАПЧ, ставшую затем распространённой.

## Структура и функции
Устройства ФАПЧ могут быть реализованы как аналоговым, так и цифровым способом. Обе реализации используют одинаковую структурную схему. Как аналоговая, так и цифровая схема ФАПЧ включает в себя 4 основных элемента:
- Фазовый детектор.
- Фильтр нижних частот (ФНЧ).
- Регулируемый генератор.
- Цепь обратной связи по частоте (часто в неё включают делитель частоты).

### Разновидности
Существует несколько разновидностей синтезаторов. Некоторые термины, которые используются в аналоговой ФАПЧ (APLL) также относятся к линейной ФАПЧ (LPLL), цифровой ФАПЧ (DPLL), полностью цифровой ФАПЧ (ADPLL), и программного ФАПЧ (SPLL).
Аналоговые или линейные ФАПЧ (APLL)Фазовый детектор является аналоговым умножителем. ФНЧ является активным или пассивным. Используется генератор, управляемый напряжением (ГУН).
Цифровой ФАПЧ (DPLL)Аналоговой ФАПЧ с цифровым детектором фазы (типа xor, JK-триггер, фазочастотный детектор). Может иметь цифровой делитель в петле обратной связи.
Полностью цифровой PLL (ADPLL)Фазовый детектор, фильтр и генератор — цифровые. Использует генератор с цифровым управлением частотой.
Программный ФАПЧ (SPLL)Функции синтезатора реализуются с помощью программного обеспечения, исполняемого некоторым цифровым устройством, например, микроконтроллером, а не специализированным оборудованием.
Нейрональные ФАПЧ (NPLL)Фазовый детектор, фильтр и генератор находятся в нейронах или небольших нейрональных пулах. Использует генератор, управляемый скоростью. Используется для отслеживания и декодирования низкочастотной модуляции (< 1 кГц), таких, как те, которые происходят во время активного зондирования млекопитающих.

### Основные технические характеристики
- Тип и порядок петли обратной связи.
- Полоса частот петли обратной связи.
- Скорость отклика на возмущение.
- Установившаяся ошибка.
- Спектральная чистота выходного сигнала.
- Фазовый шум — определяется как спектральная плотность сигнала в указанной полосе частот (например, на расстоянии 10 кГц от несущей). Фазовый шум существенно зависит от фазового шума ГУН, полосы пропускания ФАПЧ, и др.
- Общие параметры: такие как потребляемая мощность, диапазон напряжения питания, амплитуда выходного сигнала, и т. д.

## Цифровая фазовая автоподстройка частоты
Цифровая фазовая автоподстройка частоты (ЦФАПЧ) работает схожим образом с аналоговой, но полностью реализуется с помощью цифровых схем. Вместо ГУН используются системные часы и счётчик-делитель под цифровым управлением. ЦФАПЧ более проста в разработке и реализации, меньше чувствительна к шумам напряжения (по сравнению с аналоговой), однако, обычно она допускает фазовый шум по причине наличия шума квантования при использовании цифрового генератора. Вследствие этого ЦФАПЧ непригодны для работы на высокой частоте или управления высокочастотными опорными сигналами. ЦФАПЧ иногда используются для восстановления данных.

## Аналоговая фазовая автоподстройка частоты

### Принципиальная схема
Аналоговые ФАПЧ состоят из фазового детектора, фильтра низких частот и генератора, управляемого напряжением, собранных в схему с отрицательной обратной связью. Также в схеме может присутствовать делитель частоты — в обратной связи и/или на пути опорного сигнала с целью получения на выходе частоты опорного сигнала, умноженной на целое число. Нецелое умножение опорной частоты может осуществляться путём перемещения элементарного умножителя частоты на обратную связь с программируемым счётчиком импульсов.
Генератор вырабатывает периодический выходной сигнал. Предполагается, что начальная частота генератора приблизительна равна опорной. Если фаза генератора запаздывает относительно фазы опорного сигнала, фазовый детектор изменяет управляющее напряжение на генераторе, что приводит к его ускорению. Аналогично, если фаза смещается, обгоняя фазу опорного, фазовый детектор изменяет напряжение для замедления генератора. Фильтр низких частот сглаживает резкие изменения управляющего напряжения. Можно показать, что такая фильтрация требуется для стабильных систем.
Полезным выводом ФАПЧ-системы является либо вывод управляемого генератора, либо управляющий генератором сигнал (в зависимости от того, что требуется в конкретной системе).

### Основы

#### Фазовый детектор
Два входа фазового детектора (ФД) являются опорным сигналом и обратной связью, реализуемой генератором, управляемым напряжением (ГУН). Выход с ФД управляет ГУН таким образом, что разность фаз между двумя входами поддерживается постоянной, таким образом образуя систему с отрицательной обратной связью.
Существует несколько типов ФД в двух основных категориях: цифровой и аналоговой.

##### Аналоговая схема
Аналоговый ФД является одним из видов идеального смесителя. Это устройство производит умножение двух мгновенных входных напряжений. Результатом процесса умножения является суммарный и разностный сигнал смесителя, однако при его использовании в качестве ФД, требуется фильтр низких частот для ослабления частоты суммы. Когда оставшаяся разностная частота столь низкая, чтобы пройти через фильтр с достаточной амплитудой, она сдвигает частоту ГУН ближе к опорной, позволяя цепи после небольшого периода зафиксировать частоту. Этот процесс называется захватом, а максимальная разность частот (опорного сигнала и ГУН), при которой возможна фиксация — полоса захвата. Цепь является зафиксированной, если ГУН работает на частоте, равной опорной и, возможно, немного отличается от опорного сигнала по фазе.

## История развития математических методов анализа и синтеза
Возможность эффективного нелинейного анализа простейших математических моделей ФАПЧ была впервые показана в работе 1933 года Ф. Трикоми, в которой исследовалось качественное поведение двумерных систем маятникового типа методом фазовой плоскости. Эти идеи затем развивались в работах А. А. Андронова и его последователей.
В 50-е годы появились первые работы Ю. Н. Бакаева с идеями применения прямого метода Ляпунова для анализа простейших моделей ФАПЧ и исследования В. И. Тихонова по оценке влияния шумов на работу ФАПЧ.
В 1966 году в США и СССР были опубликованы первые основополагающие монографии, содержащие накопленный американскими и советскими инженерами опыт по анализу систем ФАПЧ с фильтрами невысокого порядка
(Ф. Гарднер,
А. Витерби
,
В. В. Шахгильдян и А. А. Ляховкин

). При этом основные монографии американских авторов переводились на русский язык, а в США до 1973 года по заказу Национального управления по аэронавтике и исследованию космического пространства (NASA) отслеживались работы советской школы.
В середине 70-х годов 20 века Г. А. Леоновым были предложены общие подходы к нелинейному анализу устойчивости математических моделей фазовой синхронизации, основанные на обобщении классических результатов теории устойчивости на системы с цилиндрическим фазовым пространством и разрывными нелинейностями, а в 1986 году коллектив ученых под руководством В.В. Шахгильдяна получил Государственную премию СССР за цикл работ «Теория фазовой синхронизации в радиотехнике и связи».
С 2015 года Н. В. Кузнецовым был заполнен ряд существенных пробелов между инженерной практикой анализа устойчивости и методами математической теории фазовой синхронизации, связанных со строгими математическими определениями полосы удержания, полосы захвата, полосы быстрого захвата.
Строгие определения и дальнейшее развитие аналитических методов позволили решить ряд известных задач, связанных с нелинейным анализом, среди которых проблема У. Игана о полосе захвата, проблема Ф. Гарднера
о полосе быстрого захвата, проблема А. Витерби о совпадении диапазонов (удержания, захвата и быстрого захвата), гипотеза Ф. Гарднера
о глобальном поведении систем фазовой автоподстройки с накачкой заряда, гипотеза М.В. Капранова о диапазоне захвата для пропорционально-интегрирующего фильтра и другие.